# 墨尔本城市浴场

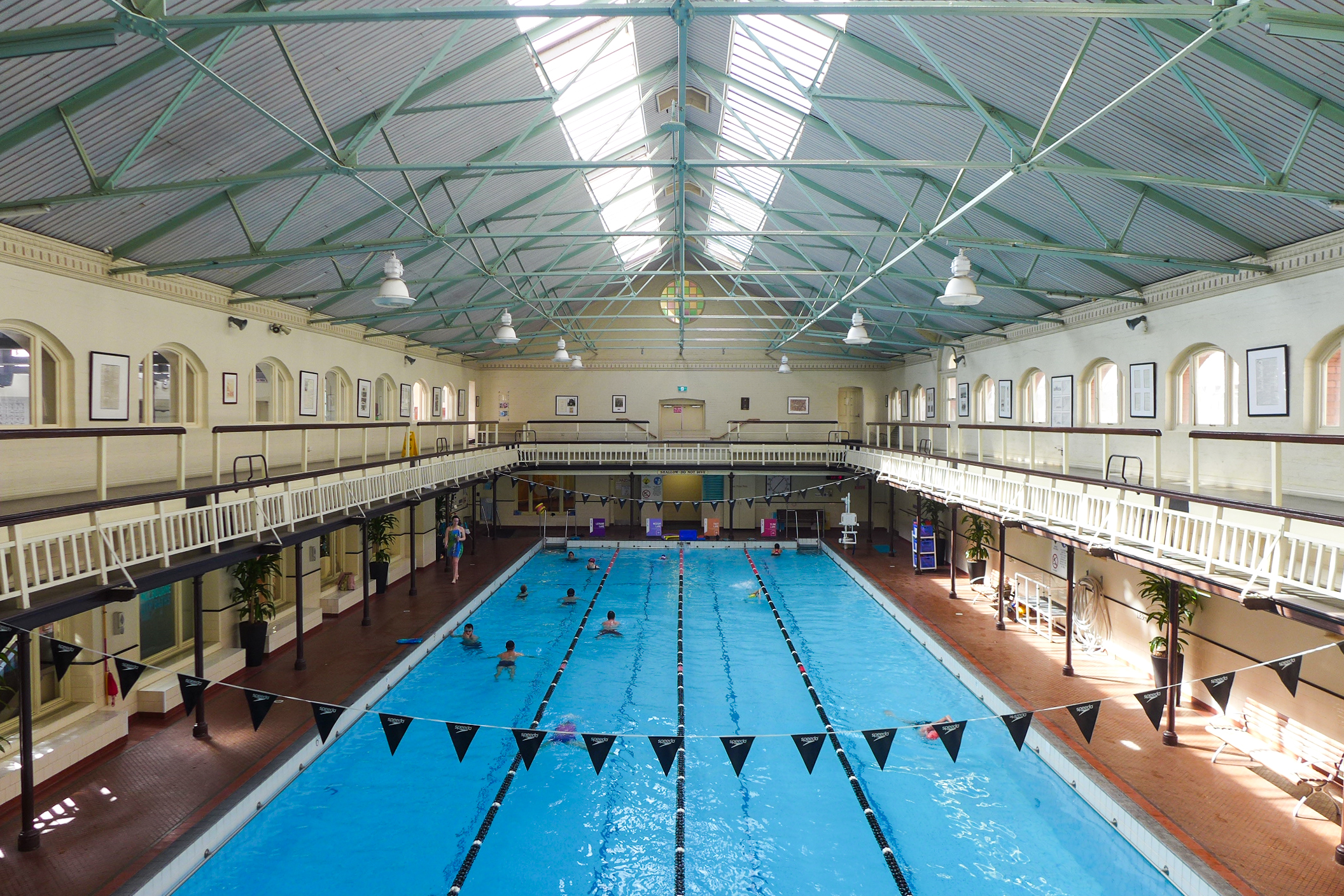
内部

墨尔本城市浴场（City Baths）位于澳大利亚墨尔本斯旺斯顿街420号，1904年作为公共浴室开放，配有游泳池和洗浴设施。它在20世纪80年代初进行了大规模翻修，城市浴场采用爱德华巴洛克建筑风格，现在被认为是墨尔本最具建筑和历史意义的建筑之一。
城市浴场是墨尔本市中心最大的游泳池。